# Riewsielga (przystanek kolejowy)
Riewsielga (ros. Ревсельга, krl. Revselga) – przystanek kolejowy w miejscowości Riewsielga, w rejonie prionieżskim, w Karelii, w Rosji. Położony jest na linii Wołchow - Murmańsk.
Dawniej stacja kolejowa. Przebudowana do przystanku w XXI w.